# Championnat de Malte de football 1936-1937
Navigation
Saison précédente Saison suivante
La saison 1936-1937 de First Division Maltaise était la vingt-sixième édition de la première division maltaise.
Lors de cette saison, le Sliema Wanderers FC a tenté de conserver son titre de champion face aux trois meilleurs clubs maltais lors d'une série de matchs se déroulant sur toute l'année.
Les quatre clubs participants au championnat ont été confrontés à deux reprises aux trois autres.
C'est le Floriana FC qui a été sacré champion de Malte pour la douzième fois.

## Les quatre clubs participants
| Club                | Stade             | Capacité | Ville    |
| ------------------- | ----------------- | -------- | -------- |
| Floriana FC         | -                 | -        | Floriana |
| Sliema Wanderers FC | Guze Fava Ground  | 4 000    | Sliema   |
| St. George's FC     | -                 | -        | Bormla   |
| Paola Hibernians FC | Hibernians Ground | 8 000    | Paola    |

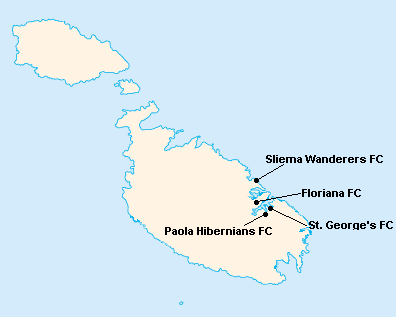
Localisation des clubs engagés dans le championnat.

L'île de Malte étant relativement petite, les clubs évoluent tous au stade National Ta'Qali (17 400 places). Certain cependant ont leur propre enceinte qu'ils peuvent éventuellement utiliser.

## Compétition

### Classement
| Rang | Équipe                      | Pts | J | G | N | P | Bp | Bc | Diff |
| ---- | --------------------------- | --- | - | - | - | - | -- | -- | ---- |
| 1    | Floriana FC                 | 8   | 6 | 3 | 2 | 1 | 10 | 6  | +4   |
| 2    | Paola Hibernians FC         | 6   | 6 | 2 | 2 | 2 | 5  | 6  | -1   |
| 3    | Sliema Wanderers FC (T) (C) | 5   | 6 | 1 | 3 | 2 | 7  | 5  | +2   |
| 4    | St. George's FC (P)         | 5   | 6 | 2 | 1 | 3 | 5  | 10 | -5   |

| Légende : Qualifications et relégations | Légende : Qualifications et relégations                                                     |
| --------------------------------------- | ------------------------------------------------------------------------------------------- |
|                                         | Relégation en Second Division Maltaise                                                      |
|                                         | (T) : Tenant du titre 1935-1936 (P) : Promu en 1935-1936 (C) : Vainqueur du Trophée Rothman |

## Bilan de la saison
| Tableau d'Honneur       |                     |
| Compétition             | Vainqueur           |
| First Division Maltaise | Floriana FC         |
| Trophée Rothman         | Sliema Wanderers FC |

| Promotions et relégations            |                     |
| Relégués en Second Division Maltaise | Paola Hibernians FC |
| Promus de Second Division Maltaise   | Valletta City       |